# Марко Мартиновић
Марко Мартиновић (Пераст, 1663 — 1716) био је српски поморац, математичар и пјесник из Бока которске.
Крстио га је барски надбискуп Андрија Змајевић, те се тиме да закључити да је Мартиновић био католичке вјере.
Млетачки сенат му 1698. повјерава поморску обуку 17 руских племића које је Петар Први Велики послао да се оспособе за поморске официре. Отворио је у Перасту једну од првих признатих поморских школа на свијету.
Написао је расправу о градњи бродова и посветио је свом ученику, кнезу Дмитрију Галицину (Дмитрий Галицын). Рукопис је вјероватно сада у Санкт Петербургу.
У пјесми је описао ослобађање Херцег-Новог 1687. од стране хришћанске флоте у којој је било и 16 бродова из Пераста.